# Amoklauf in Potsdam 2021
Beim Amoklauf in Potsdam 2021 wurden am 28. April 2021 in einem Wohnheim für Menschen mit Behinderungen im Potsdamer Stadtteil Babelsberg vier Bewohner getötet. Als mutmaßliche Täterin wurde eine 51-jährige Mitarbeiterin des Heims festgenommen.

## Tathergang und Opfer
Am Mittwoch, den 28. April 2021, wurden gegen 21:00 Uhr fünf Bewohner des Thusnelda-von-Saldern-Haus in Potsdam-Babelsberg, welches vom Verein Oberlinhaus betrieben wird, mit schweren Schnittwunden in ihren Zimmern aufgefunden. Vier der fünf betroffenen Bewohner wurden getötet und einer verletzt. Bei der Einrichtung handelt es sich um ein Wohnheim für Menschen mit schweren Behinderungen. Die Opfer wurden in verschiedenen Krankenzimmern einer Station aufgefunden. Sie waren langjährige Bewohner der Einrichtung und zwischen 31 und 56 Jahre alt.

## Täterin und Urteil
Als dringend tatverdächtig wurde noch am Tatabend eine 51-jährige Mitarbeiterin des Heims festgenommen. Die Frau geriet schnell in Verdacht, da sie ihrem Mann von den Taten erzählte, nachdem sie nach Hause gekommen war. Eine Haftrichterin des Amtsgerichts Potsdam ordnete die einstweilige Unterbringung der Verdächtigen in den Maßregelvollzug der Asklepios-Klinik in Brandenburg/Havel an. Die Haftrichterin erkannte dringende Gründe für eine eingeschränkte oder vollständige Schuldunfähigkeit der Beschuldigten. Die Staatsanwaltschaft warf der Verdächtigen zunächst Totschlag vor, Mordmerkmale seien „keine erkennbar“. Die tatverdächtige Mitarbeiterin wurde im Dezember 2021 vom Landgericht Potsdam rechtskräftig wegen vierfachen Mordes und mehrfachen Mordversuchs zu einer Freiheitsstrafe von 15 Jahren und Einweisung in eine psychiatrische Klinik verurteilt. Es wurde eine verminderte Schuldfähigkeit festgestellt. Eine Kündigungsschutzklage seitens der Täterin und ihre Forderung von Schmerzensgeld gegen den früheren Arbeitgeber wegen Mobbings scheiterten.

## Reaktionen
Brandenburgs Ministerpräsident Dietmar Woidke (SPD) sprach von „einem schweren Tag für Brandenburg.“ Am Abend des 29. April gab es eine Andacht für die Opfer in der Kapelle der Einrichtung. Das Oberlinhaus berief eine Expertenkommission ein, die sich ab Februar 2022 bis Ende August mit „grundsätzlichen Fragen und Problemen innerhalb der Eingliederungshilfe“, namentlich den Arbeitsbedingungen in der Assistenz von behinderten Menschen, der Wertschätzung des Berufsbildes des Heilerziehungspflegers und dem Fachkräftemangel beschäftigen soll. Sowohl allgemeiner Handlungsbedarf, etwa eine Ausbildungsvergütung statt Schulgeld einzuführen, als auch eine interne Mitarbeiterbefragung unter anderem zur Personalführung, sind geplant.